# Croteam
Croteam je poznati hrvatski proizvođač videoigara, osnovan u Zagrebu 1993. godine.

## Povijest tvrtke
Croteam je osnovan 1993. Prva izdana igra je Football Glory, koja je izdana za Commodore Amiga računala. Ova igra izašla je na tržište u produkciji tvrtke Black Legend 1994. godine.  Nekoliko godina poslije, Croteam razvija svoj vlastiti game-engine. Taj game-engine je kasnije nazvan Serious Engine te je prvo korišten za igru Serious Sam. Igra je izdana 2001. godine i doživjela je velik uspjeh. Između ostalog je osvojila nagradu igre godine od poznatog kritičarskog portala GameSpot.
- 2002. godine Croteam izdaje proširenje (eng. expansion pack) za igru Serious Sam-a, pod nazivom Serious Sam - The Second Encounter.

- 2003. godine Croteam javno najavljuje Serious Sam 2 kojeg će pokretati Serious Engine 2 te će istovremeno biti puno napredniji i složeniji od svog prethodnika.

- 2005. izdaju Serious Sam 2 te Serious Engine 2.

- 2007. godine Croteam izjavljuje da je Serious Sam 3, kao i Serious Engine 3, u razvoju te da će se ubrzo pojaviti.

- 2009. godine najavljuju i ubrzo izdaju prerađena izdanja Serious Sam-a, koja su izgrađena pomoću Serious Engine 3. Igra je izdana pod nazivom Serious Sam HD: The First Encounter. Cijela igra je grafički obnovljena te uz poboljšan multiplayer način igranja predstavlja ponovljeno iskustvo prvog dijela. Istovremeno je i objavljena verzija za Xbox 360 platformu.

- 2010. godine izdana je Serious Sam HD: The Second Encounter. I dalje najavljuju da će Serious Sam 3 nuditi najbolje iskustvo napravljeno od strane Croteama.

- 2011. godine Serious Sam 3 prikazan je na sajmu videoigara [E3]. Otkriveno je novo ime : Serious Sam 3: BFE, u kome BFE stoji za Before First Encounter, što znači da se igra po radnji odvija prije prvog dijela.

- 2011. godine Serious Sam 3 izdan je na Steam digitalnoj platformi za izdavanje igara 22. studenog, te je na dan izdanja bila treća najprodavanija igra.

- 2014. godine Croteam izdaje igru pod nazivom The Talos Principle koji je izdan na Steam platformi.

- 29. kolovoza 2018. godine Croteam u suradnji s Gamepiresom izdaje igru SCUM. Iako je objavljena rana, razvojna inačica igre (early acces), 1. rujna 2018. SCUM drži prvo mjesto na ljestvici 10 najprodavanijih igara na Steamu.[1]

## Proizvodi
- Football Glory
- Serious Sam

## Vanjske poveznice
- Službene stranice